# Фармингдејл (Њу Џерзи)
Фармингдејл (енгл. Farmingdale) град је у америчкој савезној држави Њу Џерзи.

## Демографија
По попису из 2010. године број становника је 1.329, што је 258 (-16,3%) становника мање него 2000. године.
| Група             | 2000.         | 2010.         |
| Белци             | 1.458 (91,9%) | 1.132 (85,2%) |
| Афроамериканци    | 18 (1,1%)     | 38 (2,9%)     |
| Азијати           | 37 (2,3%)     | 42 (3,2%)     |
| Хиспаноамериканци | 61 (3,8%)     | 92 (6,9%)     |
| Укупно            | 1.587         | 1.329         |